# Вы чьё, старичьё? (фильм, 1982)
«Вы чьё, старичьё?» — советский короткометражный (среднеметражный) цветной художественный фильм по одноимённой повести Бориса Васильева (в начальных титрах указано, что это «сцены из рассказа»). Снят в год публикации повести (1982) в качестве дипломной работы студентов ВГИКа — режиссёра Василия Пичула и оператора Врежа Петросяна.

## Сюжет
У деревенского старика Глушкова, сын которого трагически погиб несколько лет назад, умирает жена Евдокия. Похоронив её, он остаётся один, и его давняя знакомая Нюра предлагает ему поселиться с ней и её дочерью и внучкой. Однако Глушков решает ехать в город к невестке, чтобы повидать внука.
Невестка Зина живёт в коммунальной квартире и мечтает о высокооплачиваемой работе, отдельной квартире и замужестве; её сын учится на «пятидневке». Она просит Глушкова оформить пенсию как участника войны, однако он отказывается сделать это, потому что служил в обозе, а пенсия, по его мнению, полагается только тем, кто проливал кровь. Зине удаётся устроиться на работу на Крайний Север, и она уезжает с сыном. Глушков остаётся в её комнате, однако соседи, у которых должен появиться ребёнок, не раз намекают ему, что хорошо бы ему освободить жилплощадь для них.
Собирая бутылки, Глушков знакомится со стариком Багорычем и его внучкой Валентиной. Валентина проникается симпатией к Глушкову и всячески заботится о нём. К ней приезжает её жених Андрей, которого не было четыре года. Он рассказывает старикам, что сидел на зоне по обвинению в «хищении собственности». И Глушков, и Багорыч чувствуют себя лишними в городе. Глушков предлагает Багорычу поехать к Нюре в деревню. Он выписывается из комнаты Зины, однако приходит телеграмма о том, что Нюра умерла. Глушкова и Багорыча находят на вокзале Валентина с Андреем и уводят их домой, говоря, что теперь надо купить ещё одну раскладушку.

## В ролях
- Вацлав Дворжецкий — Касьян Нефёдович Глушков
- Сергей Плотников — «Багорыч» (Павел Егорович Сидоренко)
- Елена Майорова — Валентина, внучка Павла Егоровича
- Алексей Жарков — Андрей, жених Валентины, вернувшийся из колонии
- Вера Ивлева — Зина, невестка Глушкова
- Валерий Носик — сосед Зины по коммуналке
- Александр Леньков — Валерьян, милиционер
- Ольга Смирнова — продавщица, любовница Валерьяна
- Борис Сморчков

## Процесс съёмок
По словам Василя Пичула, Вацлав Дворжецкий был выбран им на главную роль почти случайно. Он увидел фотографию Дворжецкого («который визуально никакого отношения к простому русскому мужику не имел») и решил познакомиться с ним, поскольку знал его сына Евгения, снимавшегося у Пичула в курсовой работе «Митина любовь».

Посмотрев Вацлава Яновича в гриме (были сделаны фотопробы), я понял: при всём при том, что он мне очень понравился как человек, он мне не подходит — лицо вовсе не деревенское, внешность довольно холодноватая… Я решил: вряд ли он сможет быть русским стариком из заброшенной деревни, и попытался как-то мягко объяснить ему это, как вдруг он достал платочек и вынул изо рта челюсть… И его дворянское лицо как бы опало, осело к подбородку, и все ахнули. Это было как чудо, я увидел именно то лицо, тот типаж, который мне был нужен. Дальше всё было делом техники, потому что фактически картина уже состоялась в эту самую секунду.

Сын Дворжецкого Евгений позже отмечал в интервью, что его отец намеренно добивался подобного эффекта на кинопробах и был очень доволен тем, как «ошарашил» Пичула, неожиданно вынув вставную челюсть. Впоследствии Пичул снял Вацлава Дворжецкого в небольших ролях в фильмах «В городе Сочи тёмные ночи» и «Мечты идиота» (сцена во втором из этих фильмов стала последней в кинокарьере актёра).
Сравнивая разные подходы к актёрской игре у своего отца и его основного партнёра по фильму Сергея Плотникова (сыгравшего Багорыча), Евгений Дворжецкий отмечал, что Плотников «был настолько естествен в роли деревенского мужика, что, глядя на него, можно было подумать — фильм документальный». Вацлав Дворжецкий относился к своей роли иначе — для него было важнее «не проживание, а игра», он создавал «чуть обобщённый образ, чуть больше, чем просто человек».
По мнению вдовы актёра Ривы Левите, фильм Пичула стал одной из лучших работ в творчестве Дворжецкого и Плотникова, при этом он имел непростую судьбу:

Когда Пичул показал свою работу на учёном совете, поднялся страшный бум. Ему грозили поставить «неуд» — уж больно лихо он раскрыл жизнь наших пенсионеров. Шуму было много. Правда, он оказался победителем и ему в конце концов поставили пятёрку. Фильм существует в одном экземпляре и находится у нас дома.